# Medianoche (brioche)

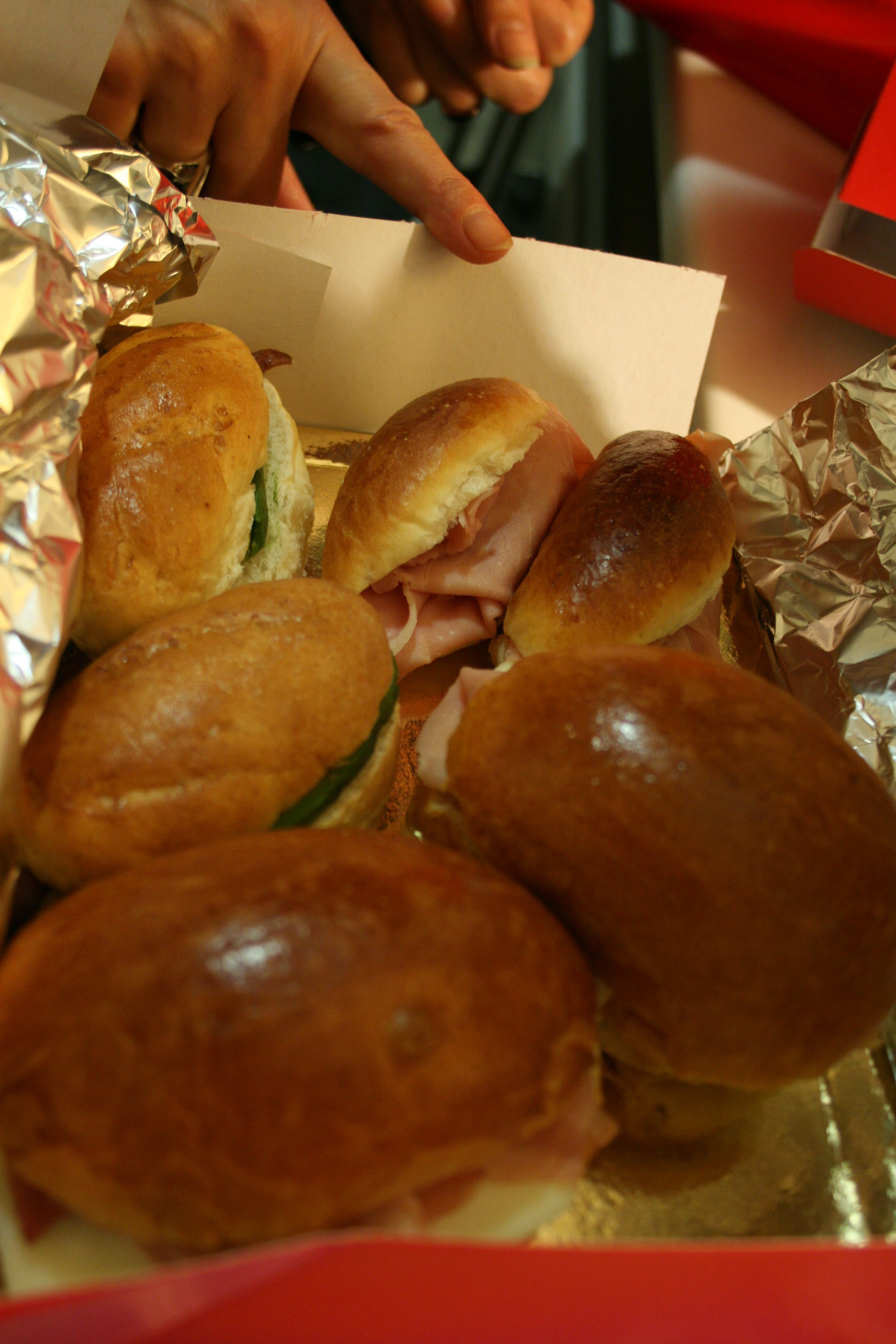
Surtido de medianoches.

Una medianoche es una especie de bollo tipo brioche con forma esférica, que acostumbra a partirse en dos partes iguales. Suele ser considerado por su tamaño como un simple aperitivo, y en algunas ocasiones se sirve como una entrada en un cáterin. 
Las medianoches suelen emparedar diversos ingredientes que pueden ir desde embutidos, fiambres y verduras.

## Características
Las medianoches suelen ser pequeñas (con forma de bollito o panecillo), no superiores a unos veinte centímetros de diámetro y ofrecen habitualmente diversos contenidos que van desde la sobrasada, el jamón york, finas rodajas de queso, chorizo, o tortilla de patatas. En algunos casos llevan una capa de mayonesa en su interior para evitar la sequedad del pan. En España es común encontrarse las medianoches ofertadas en las pastelerías, debido quizás a la masa brioché con la que se elaboran.